# Shenzhou 10
El Shenzhou 10 va ser un vol espacial tripulat del Programa Shenzhou de la Xina que va començar l'11 de juny de 2013. Aquest Shenzhou convencional va transportar una tripulació de tres astronautes, entre ells una dona. Durant la missió, la nau espacial Shenzhou s'acoblà al mòdul d'acoblament Tiangong 1.

## Història
El Shenzhou 10 fou l'última missió al Tiangong 1. Abans de la reignició del Tiangong 1 el 30 d'agost de 2012, es va projectar que una finestra de llançament s'obriria entre novembre i desembre de 2012, quan l'òrbita del Tiangong-1 hagués decaigut fins al nivell de l'òrbita estàndard dels Shenzhou. Amb la reignició, s'esperava que la degradació de l'òrbita portaria al Tiangong-1 a l'abast de nou a finals de gener, de manera que la missió Shenzhou 10 es va anticipar per a finals de gener o febrer de 2013. Al Congrés del Partit Comunista de la Xina en el 2012, un funcionari espacial va declarar que el Shenzhou 10 estava previst per al període comprès entre juny i agost de 2013.
A partir de novembre de 2012, va sorgir informació, inclòs el desig que la tripulació tingui un membre femení i que la data de llançament real seria a principis de juny–agost. El coneixement de les condicions en què la Xina estableix per a les finestres de llançament de la seva nau espacial pilotada ha permès la data de llançament probable en el període entre el 7 i el 13 de juny.
Xinhua publicar un article del Times de Beijing que resumeix els objectius de la missió, i que inclou la informació que Wang Yaping va ser l'única dona participant en el grup de candidats a astronauta.

## Missió
La nau espacial Shenzhou va atracar amb el mòdul de laboratori espacial Tiangong-1 el 13 de juny, i els astronautes van dur a terme experiments físics, tecnològics i científics mentre estaven a bord. Shenzhou 10 va ser la missió final del Tiangong 1 en aquesta part del programa Tiangong. El 26 de juny de 2013, després d'una sèrie de proves d'ancoratge amb èxit, Shenzhou 10 va tornar a la Terra.